# Historias mínimas
Pour plus de détails, voir Fiche technique et Distribution.
Historias mínimas est un film argentin réalisé par Carlos Sorín en 2002.

## Synopsis
En Patagonie, à des centaines de kilomètres au sud de Buenos Aires, deux personnages voyagent sur les routes désertes d'une plaine désolée. Don Justo, retraité de 80 ans est un ancien propriétaire d'une droguerie dirigée par son fils, s'enfuit de son domicile pour chercher son chien perdu. Roberto, commerçant, accomplit le même périple à bord de sa vieille voiture, emportant avec lui une charge bien encombrante : un gâteau d'anniversaire.
Chacun voyage de son côté, mais ces histoires et illusions vont s'entrecroiser.

## Fiche technique
- Titre original : Historias minímas
- Réalisation : Carlos Sorín
- Scénario  : Pablo Solarz, Carlos Sorín
- Musique : Nicolás Sorín
- Photographie  : Hugo Colace
- Son : José Luis Díaz
- Montage : Mohamed Rajid
- Direction artistique : Margarita Jusid
- Production : Martín Bardi
- Sociétés de production : Guacamole Films / Wanda Visión
- Société de distribution : Guacamole Films
- Pays d'origine :  Argentine -  Espagne
- Langue originale : espagnol
- Genre : comédie dramatique
- Format : couleur - Dolby Digital
- Durée : 94 minutes
- Dates de sortie :
  - Espagne : 26 septembre 2002
  - Argentine : 24 octobre 2002
  - France : 26 mars 2003

## Distribution
- Javier Lombardo : Roberto
- Antonio Benedictis : Don Justo Benedictis
- Javiera Bravo : María Flores
- Julia Solomonoff : Julia
- Laura Vagnoni : Estela
- Enrique Otranto : Carlos
- Mariela Díaz : Amiga de María
- María Rosa Cianferoni : Ana
- María del Carmen Jiménez : la boulangère
- Argentina Ramona Albacarrín : la femme médecin

## Distinctions
- Prix spécial du jury et Prix du Jury Jeune au Festival des trois continents 2002.
- Goya du meilleur film étranger en langue espagnole 2002

## Commentaire
« Avec un art consommé du détail et une direction d'acteurs hors du commun, Carlos Sorín (La Pelicula del Rey) offre, dans ce road movie transpatagonien, trois beaux portraits sensibles, touchants et justes. Historias mínimas est au cinéma argentin ce que Central do Brasil fut au Brésil. » (Spectateur).
Carlos Sorín n'a pourtant pas cru nécessaire - Javier Lombardo excepté - le recrutement d'acteurs professionnels. Le protagoniste de Don Justo est joué par un mécanicien à la retraite originaire de Montevideo, tandis que celui de María Flores est incarné par une enseignante d'école maternelle issue de Santiago del Estero. La plupart des participants habitaient la région dans laquelle est tourné Historias minímas. « Le recours à des acteurs non-professionnels est l'axe sur lequel repose le minimalisme qui caractérise le film. Un autre axe est la façon dont les hiérarchies traditionnelles des nœuds narratifs sont altérées dans le scénario. [...] Le troisième pilier est le paysage (à travers la magistrale photographie d'Hugo Colace) qui, par son infinité terrestre et céleste, devient inaccessible, vide et abyssale. »